# Ralph H. Fowler
Pour les articles homonymes, voir Fowler.
Sir Ralph Howard Fowler (17 janvier 1889 – 28 juillet 1944) est un physicien et un astronome britannique.

## Biographie
Fowler étudie au départ à la maison mais ensuite il suit les cours de l'école primaire Evans à Horris Hill, puis du Winchester College. Fowler obtient ensuite une bourse au Trinity College (Cambridge) et étudie les mathématiques, terminant parmi les premiers de la deuxième partie des Mathematical Tripos.
Pendant la Première Guerre mondiale, il est nommé officier dans la Royal Marine Artillery et est sérieusement blessé à l'épaule à Gallipoli. La blessure lui donne l'occasion de rencontrer Archibald Hill, qui oriente les aptitudes de Fowler vers le domaine de la physique. Il travaille comme second de Hill au département d'essais du HMS Excellent sur Whale Island et fait une contribution majeure sur l'aérodynamique des coques en rotation, pour laquelle il est décoré de l'Ordre de l'Empire britannique en 1918.
En 1919, Fowler retourne à Trinity et est ensuite nommé lecteur en mathématiques en 1920. Là, il travaille en thermodynamique et en mécanique statistique, apportant une nouvelle approche en chimie physique. Avec Arthur Milne, il écrit également un article fondateur sur les spectres, les températures et les pressions stellaires. En 1925, il est élu membre de la Royal Society. En 1926, il travaille avec Paul Dirac sur la mécanique statistique des étoiles naines blanches. En 1928, il publie (avec Lothar Nordheim) un article expliquant le phénomène de l'émission par effet de champ. En 1932, il est nommé à la chaire de physique théorique au Cavendish Laboratory. En 1935, il énonce le principe zéro de la thermodynamique.
En 1939, quand la Seconde Guerre mondiale éclate, il reprend son travail à l'Ordnance Board, en dépit de sa santé fragile, et est ensuite choisi pour devenir scientifique de liaison avec le Canada et les États-Unis. Il connaissait bien les États-Unis, ayant été professeur visiteur à Princeton et à l'université du Wisconsin-Madison. Pour son travail de liaison, il est anobli en 1942 (voir commission MAUD). Il retourne au Royaume-Uni plus tard dans la guerre et travaille pour l'Ordnance Board et l'Amirauté jusqu'à quelques semaines avant son décès en 1944.
Quinze membres de la Royal Society et trois lauréats du prix Nobel sont encadrés par Fowler entre 1922 et 1939. En plus de Milne, il travaille avec Arthur Eddington, Subrahmanyan Chandrasekhar, Paul Dirac et William McCrea. C'est Fowler qui introduit Dirac à la mécanique quantique en 1923. Fowler met également Paul Dirac et Werner Heisenberg en relation, par le biais de Niels Bohr. À Cambridge, il encadre les études doctorales de 64 étudiants dont John Lennard-Jones, Paul Dirac et Garrett Birkhoff.
En 1921, Ralph épouse Eileen Mary (1901-1930), la fille d'Ernest Rutherford. Ils ont quatre enfants, deux garçons, dont Peter Fowler et deux filles. Eileen meurt après la naissance de leur dernier enfant.

### Source
- Who was Who 1941-1950 (London, A & C Black)